# Xue Long
Xue Long (雪龙, Xuělóng - укр. сніжний дракон) — науково-дослідне судно льодового класу, єдиний на 2018 рік криголам в Китаї.

## Будівництво
Криголам «Xue Long» був закладений 1 січня 1990 року на Херсонському суднобудівному заводі (місто Херсон, Україна). 25 березня 1993 року було завершено будівництво. Відноситься до багатоцільових котлотурбінних криголамно-транспортних дизель-електроходам постачання для районів Арктики  проекту 10621 типу «Вітус Берінг».

## Основні характеристики

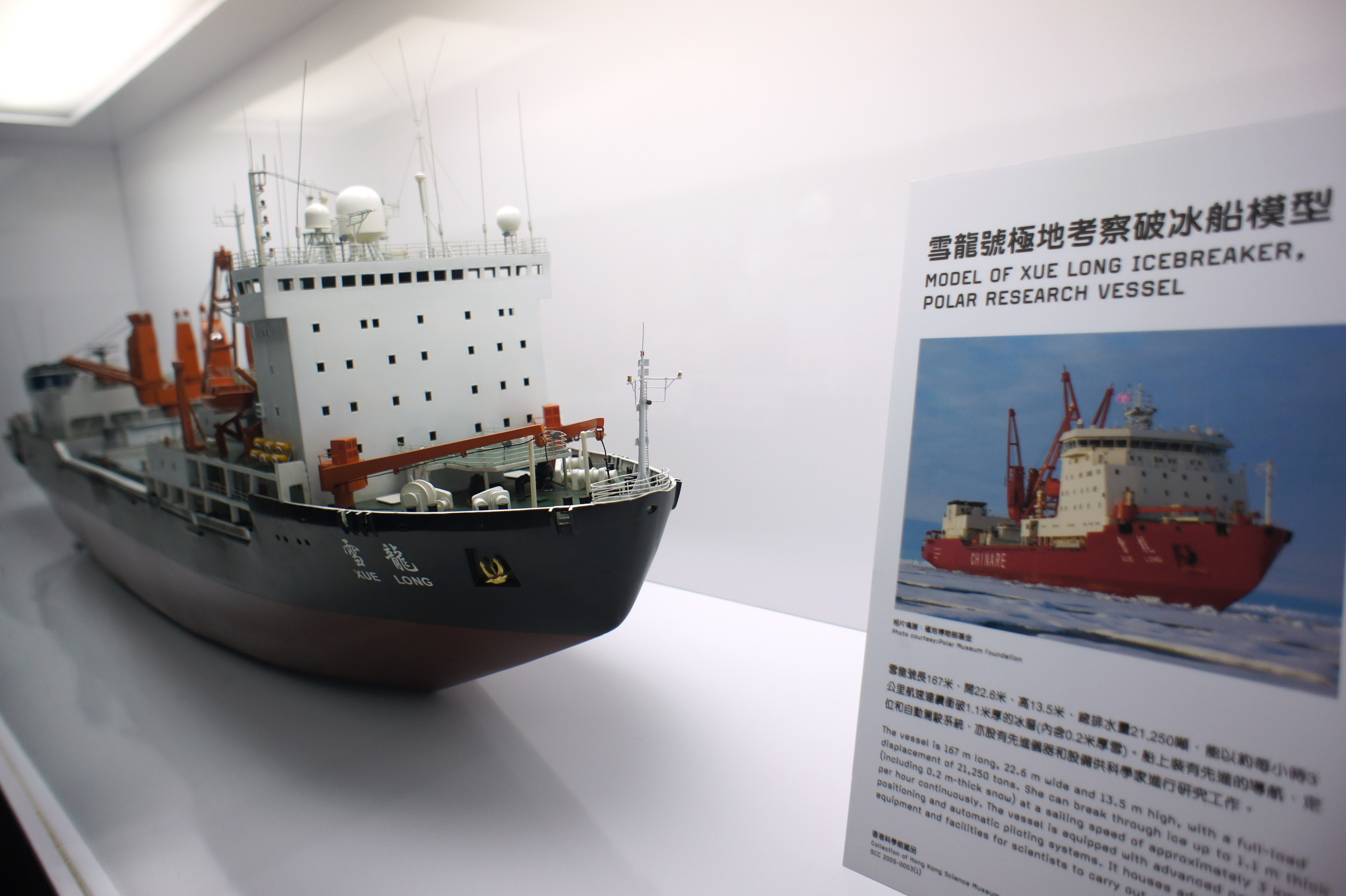
Модель криголама

Тоннаж 14997 тонн, дедвейт 8759 тонн. Довжина 166,43 метра, ширина 22,96 метра, осадка 9 метрів. Максимальна записана швидкість ходу на чистій воді 16,9 вузла. Може рухатися в льодах товщиною 1,1 метра зі швидкістю 1,5 вузла. Автономність плавання 14000 морських миль.
Льодовий клас: B1 / 1 A Super до 0,8 метра льоду (присвоєно Китайським Класифікаційним Товариством).
Екіпаж складає 34 людини. Може вмістити 128 наукових працівників або пасажирів. На борту судна знаходяться лабораторії, під які виділено площу в 100 квадратних метрів. На судні є вертолітний майданчик де  знаходиться корабельний багатоцільовий вертоліт Камов Ка-32. Також на борту судна на постійній основі знаходиться автономний підводний апарат ARV Арктичного класу.
Живлення здійснюється від одного 8-циліндрового дизельного двигуна BMZ 8DKRN60 / 195 потужністю 13200 кВт (17700 к.с.). Рушій 1 гвинт регульованого кроку.

## Тип судна
Одногвинтовий, двопалубний, криголамно-транспортний теплохід, з носовим розташуванням надбудови, чотирьохтрюмний, пристосований для вертикальної і горизонтальної вантажообробки за допомогою вантажних кранів, аппарелі, суднових вертольотів, платформ на повітряній подушці, а також плавучих засобів суднового базування.

## Експлуатація
У 1994 році криголам був придбаний Китаєм і перетворений у науково-дослідне судно. У 2007 році був проведений капітальний ремонт з продовженням терміну служби ще на 15 років. В результаті ремонту судно отримало нову надбудову, що значно змінило його зовнішній вигляд.

### Арктичні місії
У 1999 році під час 1 арктичної експедиції судно прибуло в невелике канадське прибережне село Тектоякчек на узбережжі Північного Льодовитого океану, що стало несподіванкою для Уряду Канади. Неможливість канадської влади відстежити судно викликало достатньо суперечок щодо того, що інцидент досі цитується як доказ канадської неготовності захищати свій північний суверенітет.

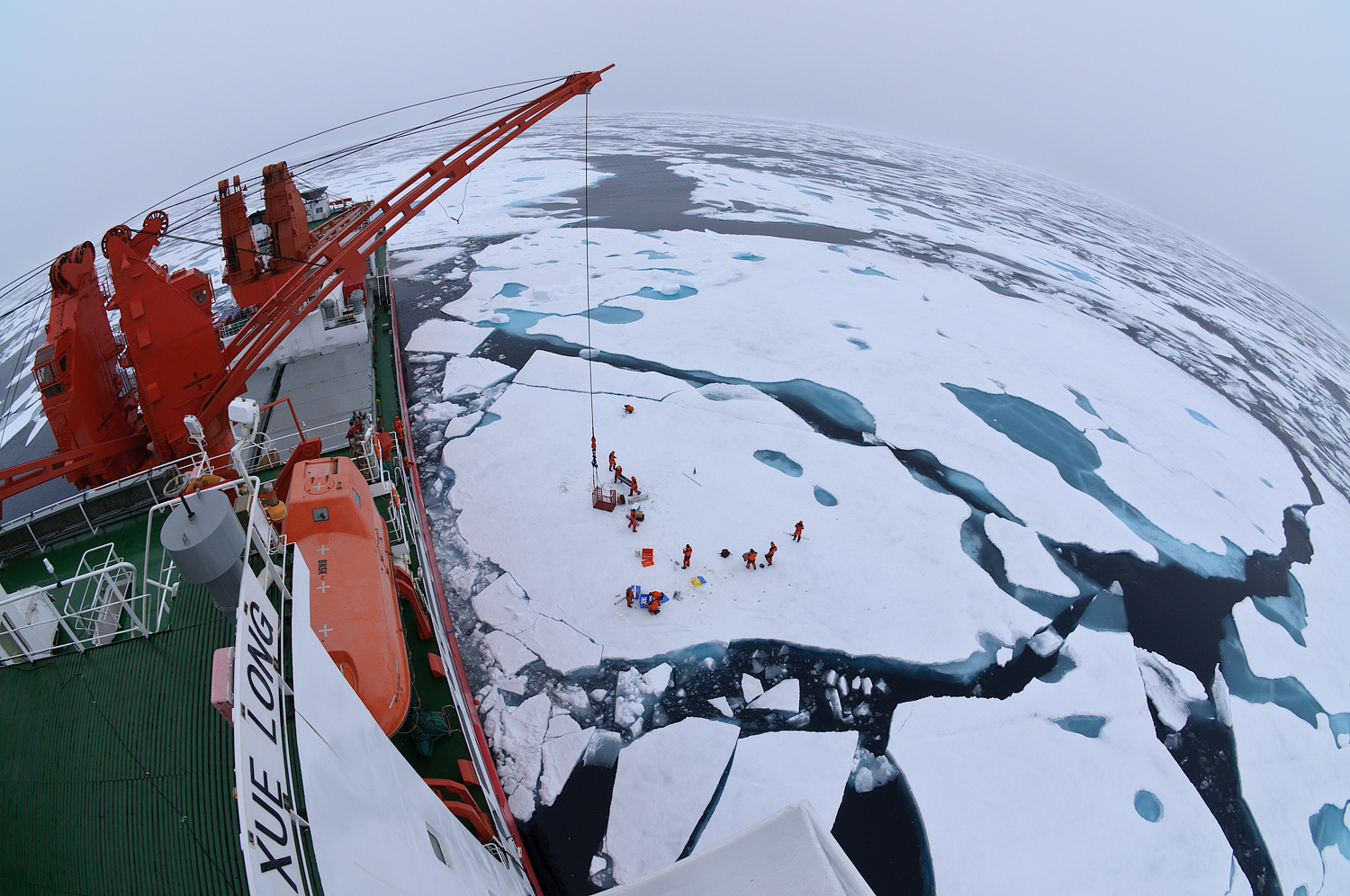
Дрейфуючий льодовий табір посеред Північного Льодовитого океану, вид з палуби криголама

З 15 липня по 26 вересня 2003 року «Xue Long» знаходився в другій арктичної експедиції. В 1999, 2003, 2008 і влітку 2010 року відбулися експедиції в Арктику через Берингову протоку. В ході четвертої 82-денної експедиції в липні-вересні 2010 року судно вперше досягло 88,22 градуса північної широти і 177,20 градусів західної довготи, що дозволило 20 серпня 2010 року команді вчених на вертольоті Ка-32 досягти Північного полюса. З четвертої експедиції в Арктику судно повернулося в Шанхай 20 вересня 2010 року.
У липні 2012 року судно вийшло в п'яту китайську наукову арктичну експедицію, яка тривала 90 днів. З початку липня по 2 серпня здійснила похід по Північному морському шляху з китайського Циндао в Ісландію. З 22 липня по 2 серпня судну вдалося пройти Чукотське море, Східно-Сибірське море, море Лаптєвих, Карське море і Баренцове море. Пройшовши по «північно-східного маршруту» 2894 морських миль криголам став першим китайським судном яке пройшло цим маршрутом. На борту були присутні 120 осіб, включаючи вчених з різних країн світу. Під час походу до хребта Менделєєва і Канадської улоговини було проведено вивчення фізичного і хімічного складу вод високоширотної Арктики. Увечері 20 серпня науково-дослідницьке судно покинуло Рейк'явік, завершивши чотириденний офіційний візит до Ісландії. Ця китайська експедиція вперше відвідала арктичну країну. 24 вересня криголам повернувся в гирло річки Янцзи після завершення п'ятої арктичної експедиції. 29 вересня корабель повернувся з походу в Шанхай.

Маршрут транспортування вантажів з використанням Північного морського шляху (позначений синім) і альтернативний шлях, який використовує Суецький канал (червоний)

У 2012 році криголам першим з китайських кораблів пройшов по Північному морському шляху в Баренцове море, а на зворотному шляху - з Ісландії в Берингову протоку прямо через Північний полюс.
11 липня 2016 року судно вирушило з Шанхая в сьому для Китаю арктичну наукову експедицію, до складу якої входило 128 осіб. 4 вересня покинуло Північне Полярне коло, завершивши виконання науково-дослідних завдань в акваторії Північного Льодовитого океану. З Північного полюса криголам направився в Берингову протоку для проведення подальших робіт, які були завершені 12 вересня. 26 вересня повернулося в Шанхай, завершивши сьому за рахунком наукову експедицію в Арктику.
20 липня 2017 року вирушило в восьму арктичну наукову експедицію. 31 липня вийшло за Північне полярне коло. 10 жовтня повернулося в Шанхай, завершивши 8-му за рахунком наукову експедицію в Арктику, в ході якої було досягнуто ряд проривів. Члени експедиції вперше здійснили обстеження в водах Північного Льодовитого океану, вперше перетнули Арктичний центральний фарватер і розгорнули наукові дослідження в міжнародних водах Північного Льодовитого океану, вперше перетнули Північно-Західний прохід, а також вперше провели моніторинг морських пластикових відходів, мікропластіка і штучного нуклєїна в арктичних і субарктичних районах.
20 липня 2018 року через Шанхая вирушило в дев'яту китайську арктичну наукову експедицію, з якої 26 вересня повернулося в Шанхай.

### Антарктичні місії
Основним завданням судна в 11 по 28 антарктичних місіях було забезпечення щорічного поповнення запасів китайської науково-дослідної станції «Чжуншань», розташованої на березі затоки Прюдс в Східній Антарктиді, та станцій «Чанчен» і «Куньлунь».
29-я китайська антарктична експедиція  5 листопада 2012 вирушила з порту Наньша в місті Гуанчжоу, адміністративному центрі провінції Гуандун (Південний Китай), в Антарктику для виконання 162-денної дослідницької місії. Учасники 29-ї китайської наукової експедиції в Антарктиці 8 березня 2013 року покинули науково-дослідну антарктичну станцію «Чжуншань». 31 березня судно перетнуло екватор і повернулося в Північну півкулю. 29-я китайська антарктична експедиція 9 квітня повернулася в Шанхай. Експедиція тривала 156 днів. Учасники експедиції на криголамі подолали шлях довжиною понад 29000 морських миль і вперше в історії китайського судноплавства досягли точки з координатою 75,72 градуса південної широти. Під час експедиції китайські полярники на станціях «Чанчен», «Чжуншань» і «Куньлунь», а також на судні виконали 53 завдання, пов'язані з науковими дослідженнями і будівництвом об'єктів.
7 листопада 2013 року вирушило з шанхайського порту в 30-ту китайську антарктичну експедицію. На борту судна знаходилось 256 вчених, в тому числі з Тайваню і з Таїланду.
24 грудня 2013 року російський судно «Академік Шокальский», що належить Далекосхідному науково-дослідному гідрометеорологічному інституту «Росгідромет» було заблоковано кригою в Антарктиці. Вранці 25 грудня з судна був отриманий сигнал лиха. «Xue Long» взяв участь в рятувальній операції, пробивши прохід до судна що застрягло. 30 грудня наблизилось на відстань 20 кілометрів до судна що терпить лихо. Через занадто великі товщини пакових льдів, криголам не зміг пробити шлях до «Академіка Шокальського». 1 січня 2014 було прийнято рішення провести евакуацію людей з судна що терпить лихо за допомогою корабельного вертольота з криголама. 2 січня 52 пасажири з судна «Академік Шокальский» були евакуйовані вертольотом на австралійський криголам «Aurora Australis». 4 січня криголам «Xue Long» сам  застряг в льодах в морі Дюрвіля недалеко від Антарктиди. На прохання уряду Китаю та Австралії 4 січня на допомогу був направлений американський криголам USCGC «Polar Star» (WAGB-10). Але 7 січня сталася зміна напрямку вітру, що дозволило судам «Академік Шокальский» і «Xue Long» самостійно вибратися з крижаного полону до прибуття американського криголама. 2 лютого 2014 року судно залишило станцію «Чанчен» (куди прибуло 29 січня) і попрямувало до аргентинського порту Усуайа. Після завершення операції з порятунку судна «Академік Шокальский», криголам довгий час знаходився на стоянці в порту Перт, Західна Австралія.

Райони пошуку рейсу авіакомпанії Malaysia Airlines 370

8 березня 2014 року літак Malaysia Airlines Flight 370 зник з радарів. Його пошуки велися в районі Індійського океану, приблизно в 1600 милях на північний захід від Перта. Через свою близькість до місця пошуку, «Xue Long» був направлений в даний район і приєднався до пошукової операції.
28 жовтня 2014 року криголам вирушив в 31-шу китайську антарктичну експедицію. До складу команди експедиції входило 281 особа. В рамках експедиції вчені  на наукових станціях Китаю (Чжуншань, Тайшань і Куньлунь) провели моніторинг і дослідження в області картографії, екосистеми, геофізики, екології, зондування, астрономії і земного магнетизму. Експедиція також проводилася і в Південному океані та була присвячена вивченню питань, пов'язаних з гідрографією, метеорологією, геофізиків, геохімією і морською біологією. Голова КНР Сі Цзіньпін, який перебув з візитом в адміністративному центрі штату Тасманія Хобарті, 18 листопада в супроводі прем'єр-міністра Австралії Тоні Ебботта відвідав антарктичне науково-дослідне судно і поспілкувався зі співробітниками науково-дослідної станції. В ніч з 26 на 27 березня 2015 року науково-дослідницьке судно покинуло австралійський портове місто Фрімантл і попрямувало в бік екватора. 10 квітня повернулося в Шанхай з 31-я китайської антарктичної експедиції, яка тривала 163 дні.
7 листопада 2015 року вирушило з порту Шанхай в 32-гу китайську антарктичну експедицію. За 159 днів судно подолало 30 тис. Морських миль. 13 листопада перетнуло лінію екватора і увійшло в південну півкулю. 20 листопада прибуло в австралійський порт Фрімантл. Ввечері 28 листопада прибуло в зону дрейфуючих крижин в Арктичному регіоні. 6 лютого 2016 року члени екіпажу відвідали станцію Мак-Мердо. Океанографічна група 32-ї китайської антарктичної експедиції з 9 по 13 лютого займалася геофізичними дослідженнями улоговини в районі Землі Вікторії в антарктичному морі Росса. 21 лютого 2016 року прибуло на австралійську науково-дослідну антарктичну станцію Кейсі, куди доставило 392 тонни вантажів з Австралії. 27 лютого завершило обхід навколо Антарктиди і повернулося в затоку Прюдс до антарктичної станції «Чжуншань». 28 березня покинуло австралійський порт Фрімантл, куди прибуло 24 березня, і продовжило шлях додому. 12 квітня прибуло в Шанхай.

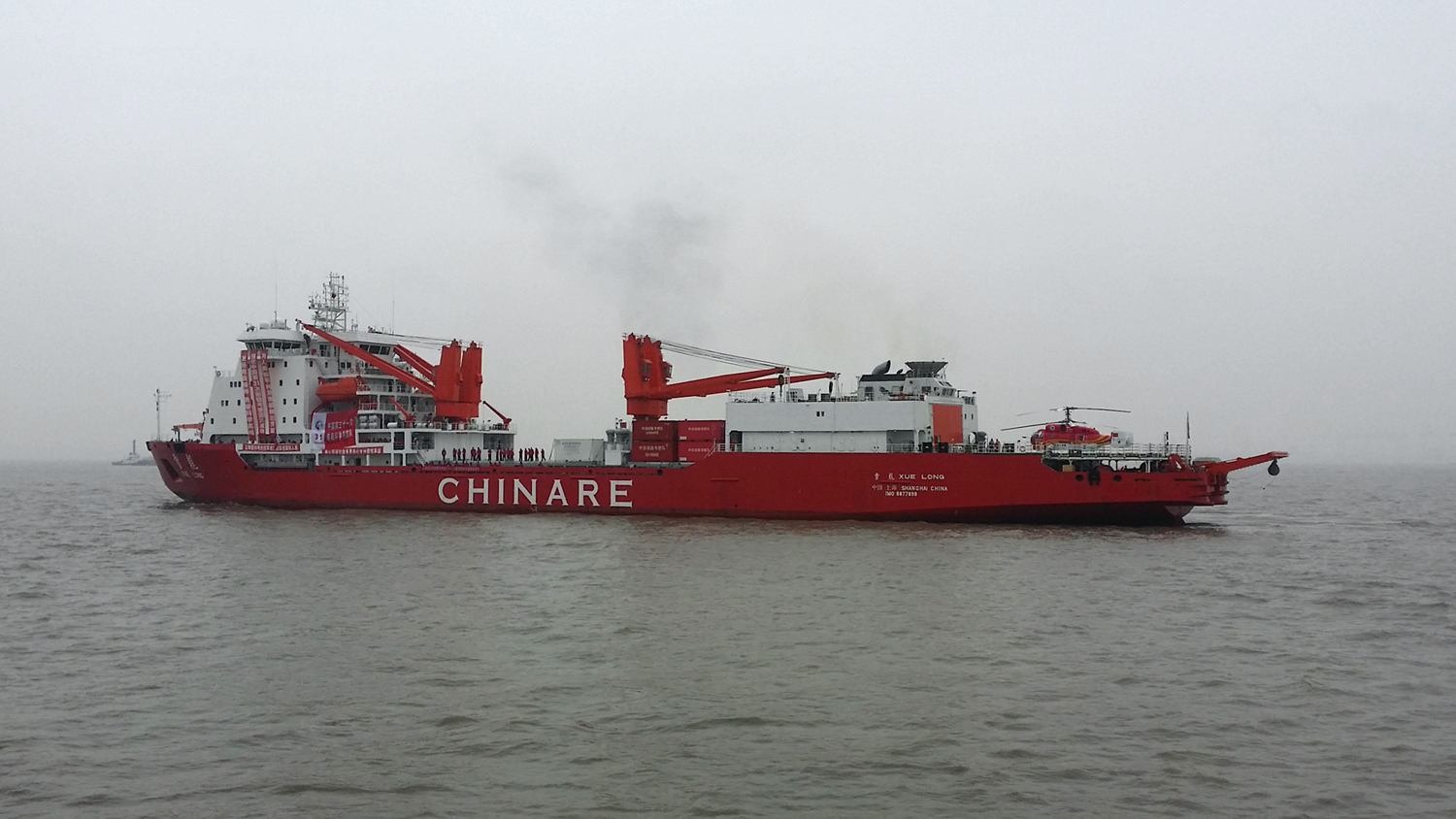
Криголам в 2014 році.

2 листопада 2016 року покинуло Шанхай, почавши 33-тю антарктичну експедицію. До складу експедиції увійшли 256 осіб. 15 листопада прибуло в австралійський порт Фрімантл, завершивши програму першого етапу експедиції. 4 грудня криголам досяг Антарктиди. 2 лютого 2017 року досягла позначки 78 ° 41 'південної широти в акваторії моря Росса. Таким чином опинилися побиті одразу два рекорди: найвища досягнута криголамом широта в Південній півкулі і найбільше в світі наближення до Південного полюса по морю. Члени 33-й антарктичної експедиції КНР на борту судна 9 лютого успішно завершили завдання по проведенню морських геонаучних і геофізичних досліджень в акваторії моря Росса. За повідомленням від 14 лютого учасники 33-й антарктичної науково-дослідної експедиції успішно завершили виконання завдання щодо вибору оптимальної площадки для 5-ї антарктичної станції, яку Китай має намір побудувати в акваторії моря Росса. 11 квітня повернулося в Шанхай, завершивши експедицію.
8 листопада 2017 року вранці вирушило з порту Шанхай в 34-ту китайську антарктичну експедицію. 15 листопада на борту судна відбулася церемонія з нагоди перетину екватора. 8 грудня відбувся перехід через зону дрейфуючих льодів протяжністю 1800 кілометрів і успішно досягло острова Інекспрессібл в морі Росса. 27 грудня досягло прибережної зони щільного скупчення дрейфуючих льдів в 42 кілометрах від станції Чжуншань, після чого на станцію вертольотом був відправлений перший загін дослідників. 28 січня 2018 року учасники програми 34-ї китайської антарктичної експедиції в морі Росса приступили до серії спеціальних досліджень, пов'язаних з морським мікропластіком та штучними радіонуклідами. За повідомленням від 7 березня проводило дослідження в морі Амундсена, які проходили більше 20 днів. 21 квітня  експедиція повернувся в Шанхай.
2 листопада покинуло Шанхай і вирушило в 35-ту китайську антарктичну експедицію. 4 березня 2019 року в 3:28 перетнуло екватор і повернулося в північну півкулю.
22 жовтня 2019 року криголам вийшов з Шанхая (Східний Китай) в 36-ту китайську антарктичну експедицію і попрямував на станцію «Чжуншань», а потім здійснив цілий ряд науково-дослідних та інженерних проектів в морі Росса і морі Амундсена. Судно повернулося в шанхайський порт в середині квітня 2020 року.